# Rostraria
Rostraria là một chi thực vật có hoa trong họ Hòa thảo (Poaceae).

## Loài
Chi Rostraria gồm các loài: